# Lèmur bru
El lèmur bru (Eulemur fulvus) és una espècie de primat del grup dels lèmurs (Lemuriformes). Anteriorment es classificava el lèmur bru de Sanford, el lèmur bru de front vermell, el lèmur de front vermell, el lèmur de front blanc, el lèmur de cap gris i el lèmur bru de collar, però actualment se'ls considera com espècies pròpies.